# Локсмайстер
Локсмайстер — майстер з продажу, налагодження та експлуатації систем замикання і контролю доступу, фахівець з безпеки.

## Визнання професії
Професію було внесено до Державного класифікатора професій ДК 003-95 наприкінці 2003 року: «Майстер з продажу, налагодження та експлуатації систем замикання і контролю доступу (локсмайстер)».

## Професійні стандарти
Сучасний локсмайстер чудово знається:
- на високих технологіях замикання,
- орієнтується у тенденціях світових трендів безпеки,
- підходить до вирішення питання замикання та технічного укріплення об'єкту комплексно.

Професійний локсмайстер впорається як з механічними, так і з електронними системами замикання, знайде рішення питання контролю доступу до приватного або комерційного приміщення.

## Професійне свято
День локсмайстра зазвичай відзначається 11 липня. Також існує громадська організація, яка об'єднує професіоналів у галузі замикання — Українська Локсмайстер Федерація (УЛФ).

## Обмін досвідом
Щороку навесні представники професії зустрічаються на Форумі професійних локсмайстрів, щоби бути у курсі світових досягнень галузі.
Для підвищення професійного рівня локсмайстрів Українська Локсмайстер Федерація започаткувала та проводить навчання за програмою «Професійний Локсмайстер». Програма розбита на 4 блоки:
- Локсмайстер 1-ї категорії,
- Локсмайстер 2-ї категорії,
- Локсмайстер 3-ї категорії
- та Локсмайстер 4-ї категорії.

Слухачі, що за результатами навчання успішно складають іспити, отримують Свідоцтва та сертифікати про присвоєння відповідної кваліфікації.